# Шор, Аарон Шауль
Аарон Шауль Шор (23 декабря 1864, Орша — 22 марта 1945, Иерусалим) — израильский художник.

## Биография
Родился в Орше в семье раввина Элиэера Шора и Рахиль Готомской. В период с 1882 по 1885 учился в Национальной школе искусств в Вильне, которую окончил с отличием. Затем учился в Императорской и королевской академии изящных искусств в Вене.
В 1887—1913 жил в Берлине, где он изучал различные художественные приёмы в Институте графики и частной школе Конрада Фера. Был заместителем директора Королевского Художественного музея в Берлине.
В 1913 эмигрировал в Эрец-Исраэль, где сразу же по прибытии начал работать в художественной школе «Бецалель». Возглавлял отделение эмали и росписи на слоновой кости и фарфоре. В 1917—1918 был директором школы. Был правой рукой Бориса Шаца, исполнял обязанности по управлению учреждением во время его отсутствия в стране. Преподавал искусство в школе «Тахкемони» в Иерусалиме, принимал активное участие в деятельности Ассоциации еврейских художников.

## Творчество
Творческое наследие Шора составляют в основном пейзажи и портретные работы. На раннем этапе его творчество испытывало влияние академического реализма. Работы начала XX века также носят следы влияния импрессионизма и берлинского сецессиона. Среди наиболее известных работ Шора — «Закладка краеугольного камня Еврейского университета» (1920). Ряд его пейзажных и портретных работ представлен в экспозиции Музея Израиля в Иерусалиме.